# Franskbröd

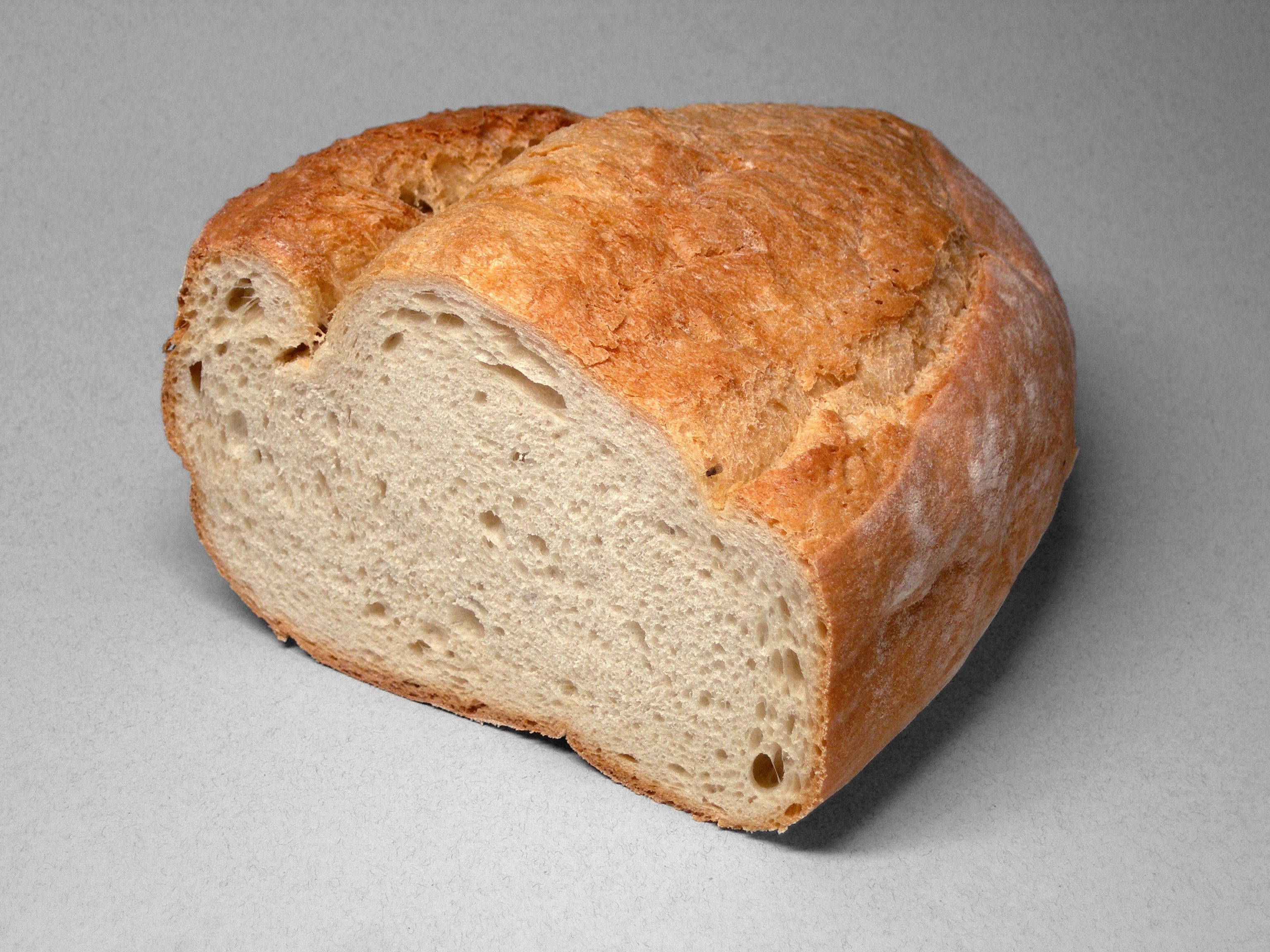
Franskbröd.

Franskbröd, franska, är en sorts osötat vitt matbröd som bakas av vetemjöl, vatten eller mjölk och ibland matfett.

## Typer av franskbröd
- Långfranska
- Formfranska
- Källarfranska – innehåller till skillnad från annat franskbröd även mjölk och socker[källa behövs]
- Småfranska eller fralla